# 従三位
従三位（じゅさんみ）は、位階および神階における位のひとつ。
正三位の下、正四位（正四位上）の上に位した。律令制下では任参議および従三位以上の者を公卿といった。贈位の場合、贈従三位とされた。

## 概要
律令制下においては、従三位以上を『貴』と称し、また星の位ともいわれ、上級貴族の位階であった。勲等との対比では勲二等に比例し、正四位上参議および従三位以上の官位にある者を公卿、上達部とした。
律令制下においては、正四位上参議および従三位以上の有位者は氏の下に「朝臣」の姓を名乗り、さらに名（諱）の下に「卿」の敬称が付され、さらに大臣の任にある者への敬称は「公」とされた。代わりに、四位以上で公卿でない者については、氏と諱の下に「朝臣」を名乗った。また、三位以上の公卿が亡くなった場合、皇族同様、死去のことを薨去と称する。また、後代には「三位殿」或いは「三位様」とも称された。
また、三位以上の者は自らの家政機関として、政所を開くことを許され、家司として職事従三位家令、少初位下職事三位家書吏とした。
官位相当において従三位に相当する官職としては、大宰帥、弾正尹、中納言、左右の近衛大将などがあるが、実際には大宰帥や弾正尹は親王が任官する例が多く、近衛大将は左大臣および右大臣あるいは大納言が兼官する場合が慣例化し（したがって正三位以上であることが通常）、従三位にある者は左右の近衛中将となる場合が多かった。三位でありながら中将の任にある者を三位中将と称する。
平安時代、平清盛が武士として初めて公卿になる以前は、清和源氏、桓武平氏とも正四位を極位とした。このため、平家一門が三位以上に列せられたのに続いて、当時、清和源氏の傍流となっていた摂津源氏・源頼政が、武家源氏として初めて従三位に昇った際には、異例とされ、世に源三位（げんざんみ）と称された。
室町時代以降、従三位は歴代の足利将軍家連枝や鎌倉公方が叙せられた他、三管領筆頭の斯波氏では斯波義重・斯波義敏が叙せられた。また、管領として幕政を支えた畠山満家・畠山持国・畠山政長も従三位に昇っており有力な足利一門に叙位の例がみられる。
公家大名といわれた、土佐一条氏では一条房基、一条兼定が従三位に叙せられた。また、伊勢の北畠氏は最低でも従四位下以上の位を誇り正三位まで昇る例が多く、最後の当主、北畠具教が生涯従三位であった。また、北畠氏の一門 木造俊茂も従三位に叙せられている。飛騨国司の姉小路氏も代々家格が高く姉小路家綱などが従三位に叙せられている。
その他、室町時代後期には有力守護の山名宗全、赤松政則が叙せられるなど次第に足利氏以外の有力大名の叙位も見られるようになった。特に戦国時代初頭から中期にかけての叙位任官の事例をみると管領代として隆盛を誇った大内義興、若狭の武田元信、日向の伊東義祐も叙せられ叙位の例が見える。天下人とその一門以外の大名においては、事実上、この従三位が最高位となったが、大内義隆は従三位を経て、従二位まで昇叙するなど、時代を経るにつれ従三位を越える例も増えた。
一方で武家において官位の頂点に立つべき足利将軍家は対朝廷政策に熱心さを欠いた上に在京できないことが頻発したため、官位の昇進は停滞した。11代義澄・12代義晴・15代・義昭は死没時の位階は従三位、13代義輝に至っては19年間将軍であったにもかかわらず従四位下で没している。
従三位叙位者の拡大した戦国時代も後期となると、やがて天下人を目指した織田信長、そして信長の天下統一事業を継承した豊臣秀吉の下での一門、重臣に与えられる位階として定着するようになった。織田信長自身は右大臣に昇るとともに嫡男 織田信忠を従三位左近衛中将の位に据え、信長の後継者として武家初の関白となった豊臣秀吉も豊臣秀保など豊臣一門や毛利輝元、上杉景勝、宇喜多秀家、小早川秀秋、徳川秀忠、京極高次などの豊臣家の有力大名、およびその子弟に三位が与えられた。
江戸幕府の下では、将軍の嫡孫、御三家、御三卿、将軍の息女を正室とした加賀藩の藩主などが叙せられた他、伊達政宗、細川忠興、福島正則など関ヶ原の戦いに活躍した大名が叙せられる位階となった。
明治20年（1887年）5月6日の叙位条例では正三位・従三位は子爵に準じる礼遇を受けることとされた。宮中席次では、正三位・従三位は子爵に次ぎ、勲三等・男爵より上の席次となる。勅任官は就任時に従四位、三年が経過すれば従三位を授けられた。軍人の階級では陸軍大将に相当した。今日では主に国会議員、都道府県知事、事務次官、外局長官経験者などで勲二等を受けた者や同等の功績を挙げた者、もしくは学者、芸術家などで文化勲章の叙勲を受けた者が死後に叙位されることが一般的である。

## 従三位に叙された主な人物

### 前近代
備考欄においては下位階から、または上位階へ進階した旨を追記
| 名前         | 叙位日                               | 備考・説明                                 |
| ------------ | ------------------------------------ | ------------------------------------------ |
| 大神高市麻呂 | 慶雲3年2月6日 （706年3月24日）       | 左京大夫。壬申の乱の功。追贈（従四位下）。 |
| 阿倍宿奈麻呂 | 和銅2年正月9日 （709年2月22日）      |                                            |
| 小野毛野     | 和銅2年正月9日 （709年2月22日）      |                                            |
| 多治比池守   | 和銅7年正月5日 （714年1月25日）      |                                            |
| 橘三千代     | 霊亀3年正月7日 （717年2月22日）      |                                            |
| 藤原武智麻呂 | 養老5年正月5日 （721年2月5日）       | 中納言、正四位下から進階                   |
| 藤原房前     | 養老5年正月5日 （721年2月5日）       | 参議、従四位上から進階                     |
| 大伴旅人     | 養老5年正月5日 (721年2月5日)         |                                            |
| 藤原宇合     | 神亀2年閏正月22日 （725年3月11日）   | 式部卿、正四位上から進階                   |
| 藤原麻呂     | 神亀6年3月4日 （729年4月6日）        | 左京大夫・右京大夫、正四位上から進階       |
| 橘諸兄       | 天平4年1月20日 （732年2月20日）      | 参議、正四位下から進階                     |
| 県犬養広刀自 | 天平9年2月14日 （737年3月19日）      | 聖武天皇夫人、正五位下から進階             |
| 橘古那可智   | 天平9年2月14日 （737年3月19日）      | 聖武天皇夫人                               |
| 藤原豊成     | 天平15年5月5日 （743年6月1日）       | 中納言、正四位下から進階                   |
| 藤原仲麻呂   | 天平18年4月22日 （746年5月16日）     | 参議、正四位上から進階                     |
| 藤原乙麻呂   | 天平勝宝2年10月1日 （750年11月4日）  | 大宰帥、正五位上から進階                   |
| 藤原永手     | 天平勝宝6年正月16日 （754年2月12日） | 式部卿、従四位上から進階                   |
| 藤原真楯     | 天平宝字4年正月4日 （760年1月26日）  | 参議、正四位上から進階                     |
| 藤原縄麻呂   | 神護景雲2年正月10日 （768年2月2日）  | 参議、正四位上から進階                     |
| 藤原継縄     | 宝亀2年11月27日 （772年1月6日）      | 参議、正四位上から進階                     |
| 藤原曹司     | 宝亀8年正月10日 （777年2月22日）     | 光仁天皇夫人、正四位上から進階             |
| 高野新笠     | 宝亀9年正月29日 （778年3月2日）      | 光仁天皇夫人、従四位下から進階             |
| 藤原家依     | 天応元年5月25日 （781年6月21日）     | 参議、正四位上から進階                     |
| 大伴家持     | 天応元年11月15日 (781年12月4日)      | 左大弁兼春宮大夫、正四位上から進階         |
| 藤原吉子     | 延暦2年2月5日 （783年3月12日）       | 桓武天皇夫人                               |
| 藤原旅子     | 延暦4年11月24日 （785年12月30日）    | 桓武天皇夫人                               |
| 藤原内麻呂   | 延暦17年8月16日 （798年9月30日）     | 中納言、正四位上から進階                   |
| 橘嘉智子     | 弘仁元年11月23日 （810年12月23日）   | 嵯峨天皇夫人、のち皇后                     |
| 多治比高子   | 弘仁元年11月23日 （810年12月23日）   | 嵯峨天皇夫人、のち妃                       |
| 藤原冬嗣     | 弘仁5年4月28日 （814年5月21日）      | 参議、正四位下から進階                     |
| 藤原緒嗣     | 弘仁6年正月7日 （815年2月19日）      | 参議、正四位下から進階                     |
| 藤原緒夏     | 弘仁6年7月15日 （815年8月23日）      | 嵯峨天皇夫人                               |
| 清原夏野     | 天長2年7月2日 （825年7月20日）       | 中納言、正四位下から進階                   |
| 源信         | 天長10年3月6日 （833年3月30日）      | 参議、正四位下から進階                     |
| 藤原良房     | 承和2年4月7日 （835年5月7日）        | 権中納言、従四位上から進階                 |
| 藤原貞子     | 承和6年正月8日 （839年1月26日）      | 仁明天皇女御、従四位下から進階             |
| 藤原順子     | 承和11年正月8日 （844年1月30日）     | 仁明天皇女御、従四位下から進階             |
| 源融         | 嘉祥3年正月7日 （850年2月22日）      | 右近衛中将、正四位下から進階               |
| 藤原長良     | 嘉祥3年9月23日 （850年10月31日）     | 参議、正四位下から進階                     |
| 藤原良相     | 仁寿元年12月25日 （852年1月19日）    | 権中納言、正四位下から進階                 |
| 藤原古子     | 仁寿3年正月8日 （853年2月19日）      | 文徳天皇女御、正四位下から進階             |
| 藤原明子     | 仁寿3年正月8日 （853年2月19日）      | 文徳天皇女御、正四位下から進階             |
| 藤原多美子   | 貞観6年8月17日 （864年9月21日）      | 清和天皇女御、従四位下から進階             |
| 藤原基経     | 貞観8年12月8日 （867年1月17日）      | 中納言、正四位下から進階                   |
| 藤原高子     | 貞観13年正月8日 （871年2月1日）      | 清和天皇女御、従四位下から進階             |
| 班子女王     | 元慶8年2月26日 （884年3月26日）      | 光孝天皇女御、従四位下から進階             |
| 藤原穏子     | 延喜7年正月9日 （907年2月23日）      | 醍醐天皇女御                               |
| 藤原貴子     | 天慶元年12月21日 （939年1月14日）    | 尚侍、正五位下から進階                     |
| 藤原安子     | 天慶9年5月27日 （946年6月28日）      | 村上天皇女御、従四位下から進階             |
| 藤原義子     | 長徳2年8月20日 （996年10月5日）      | 一条天皇女御                               |
| 藤原彰子     | 長保元年2月9日 （999年2月27日）      | のち一条天皇女御                           |
| 藤原元子     | 長保2年8月20日 （1000年9月20日）     | 一条天皇女御                               |
| 藤原妍子     | 寛弘元年12月7日 （1005年1月19日）    | 正四位下・尚侍から進階、のち三条天皇女御   |
| 藤原尊子     | 寛弘2年正月10日 （1005年2月21日）    | 一条天皇女御、従四位上から進階             |

### 近代
| 氏名           | 主な役職・経歴                                                               | 従三位に叙位された年月日           | 備考           |
| -------------- | ---------------------------------------------------------------------------- | ---------------------------------- | -------------- |
| 大久保利通     | 参議、大蔵卿、内務卿                                                         | 明治2年6月2日 （1869年7月10日）    | 後に贈従一位   |
| 大村益次郎     | 兵部大輔                                                                     | 明治2年11月13日 （1869年12月15日） | 後に贈従二位   |
| 楠木正行       | 南北朝時代の武将                                                             | 1876年（明治9年）12月15日          | 後に贈従二位   |
| 徳川昭武       | 水戸藩主、清水徳川家当主                                                     | 1881年（明治14年）                 |                |
| 名和長年       | 南北朝時代の武将                                                             | 1883年（明治16年）8月6日           | 後に贈従一位   |
| 菊池武時       | 菊池氏12代当主、鎌倉時代の武将                                               | 1883年（明治16年）8月6日           | 後に従一位     |
| 脇屋義助       | 鎌倉時代・南北朝時代の武将                                                   | 1883年（明治16年）8月6日           |                |
| 日野俊基       | 鎌倉時代の公家                                                               | 1884年（明治17年）2月22日          |                |
| 毛利元周       | 長府藩主                                                                     | 1891年（明治24年）4月13日          |                |
| 毛利元純       | 清末藩主                                                                     | 1891年（明治24年）4月13日          |                |
| 吉川経幹       | 岩国藩主                                                                     | 1891年（明治24年）4月13日          |                |
| 中院通維       | 江戸時代の公家                                                               | 1891年（明治24年）12月17日         |                |
| 勘解由小路資望 | 江戸時代の公家                                                               | 1891年（明治24年）12月17日         |                |
| 松平頼徳       | 宍戸藩主                                                                     | 1891年（明治24年）12月17日         |                |
| 玉松真弘       | 国学者                                                                       | 1893年（明治26年）1月21日          |                |
| 秋元志朝       | 山形藩主、館林藩主                                                           | 1896年（明治29年）5月20日          |                |
| 宗助国         | 鎌倉時代の武将                                                               | 1896年（明治29年）11月2日          |                |
| 戸田忠恕       | 宇都宮藩主                                                                   | 1897年（明治30年）4月21日          |                |
| 児玉源太郎     | 伯爵・陸軍大将・台湾総督・参謀総長・陸軍大臣・内務大臣・文部大臣             | 1898年（明治31年）3月8日           | 後に正二位     |
| 川路利良       | 大警視・陸軍少将                                                             | 1900年（明治33年）5月16日          |                |
| 菊池武重       | 菊池氏13代当主、鎌倉時代・南北朝時代の武将                                   | 1902年（明治35年）11月12日         |                |
| 菊池武光       | 菊池氏15代当主、鎌倉時代・南北朝時代の武将                                   | 1902年（明治35年）11月12日         |                |
| 黒田孝高       | 黒田氏4代当主、中津城主                                                      | 1902年（明治35年）11月13日         |                |
| 鍋島直茂       | 鍋島氏当主、佐賀藩祖                                                         | 1902年（明治35年）11月13日         |                |
| 児島高徳       | 鎌倉時代・南北朝時代の武将                                                   | 1903年（明治36年）11月13日         |                |
| 織田信秀       | 織田氏当主、織田信長の父                                                     | 1905年（明治38年）11月18日         |                |
| 賀茂真淵       | 国学者                                                                       | 1905年（明治38年）11月18日         |                |
| 本居宣長       | 国学者                                                                       | 1905年（明治38年）11月18日         |                |
| 清順           | 慶光院3世住持                                                                | 1905年（明治38年）11月18日         |                |
| 松平直政       | 姉崎藩主、大野藩主、松本藩主、松江藩主                                       | 1907年（明治40年）5月10日          |                |
| 斎藤実         | 子爵、海軍大将、海軍大臣、朝鮮総督、内閣総理大臣、外務大臣、文部大臣、内大臣 | 1907年（明治40年）9月21日          |                |
| 毛利重就       | 長府藩主、長州藩主                                                           | 1908年（明治41年）4月2日           |                |
| 六郷政鑑       | 本荘藩主                                                                     | 1908年（明治41年）9月9日           |                |
| 上杉治憲       | 米沢藩主                                                                     | 1908年（明治41年）9月9日           |                |
| 津軽信政       | 弘前藩主                                                                     | 1908年（明治41年）9月9日           |                |
| 南部利敬       | 盛岡藩主                                                                     | 1908年（明治41年）9月9日           |                |
| 村上義光       | 鎌倉時代の武将                                                               | 1908年（明治41年）11月13日         |                |
| 加藤清正       | 熊本藩主                                                                     | 1909年（明治42年）3月11日          |                |
| 戸田氏鉄       | 膳所藩主、尼崎藩主、大垣藩主                                                 | 1909年（明治42年）9月11日          |                |
| 戸田氏正       | 大垣藩主                                                                     | 1909年（明治42年）9月11日          |                |
| 前田利保       | 富山藩主                                                                     | 1909年（明治42年）9月11日          |                |
| 前田正甫       | 富山藩主                                                                     | 1909年（明治42年）9月11日          |                |
| 土井利忠       | 大野藩主                                                                     | 1909年（明治42年）9月11日          |                |
| 新田義顕       | 南北朝時代の武将                                                             | 1909年（明治42年）9月11日          |                |
| 新田義興       | 南北朝時代の武将                                                             | 1909年（明治42年）9月11日          |                |
| 新田義宗       | 南北朝時代の武将                                                             | 1909年（明治42年）9月11日          |                |
| 浅野長政       | 五奉行、甲府藩主、真壁藩主                                                   | 1910年（明治43年）4月2日           |                |
| 板倉勝重       | 京都所司代                                                                   | 1910年（明治43年）11月16日         |                |
| 松平康哉       | 津山藩主                                                                     | 1910年（明治43年）11月16日         |                |
| 太安万侶       | 奈良時代の官人、『古事記』編纂者                                             | 1911年（明治44年）3月13日          |                |
| 松平昭訓       | 徳川斉昭の14男                                                               | 1911年（明治44年）6月1日           |                |
| 菊池武政       | 菊池氏16代当主、南北朝時代の武将                                             | 1911年（明治44年）11月15日         |                |
| 菊池武朝       | 菊池氏17代当主、南北朝時代・室町時代の武将                                   | 1911年（明治44年）11月15日         |                |
| 細川重賢       | 熊本藩主                                                                     | 1911年（明治44年）11月15日         |                |
| 有馬頼徸       | 久留米藩主                                                                   | 1911年（明治44年）11月15日         |                |
| 有馬頼永       | 久留米藩主                                                                   | 1911年（明治44年）11月15日         |                |
| 黒田長政       | 福岡藩主                                                                     | 1911年（明治44年）11月15日         |                |
| 亀井茲矩       | 鹿野藩主、津和野藩祖                                                         | 1912年（明治45年）2月26日          |                |
| 真田幸貫       | 松代藩主                                                                     | 1912年（明治45年）2月26日          |                |
| 松浦定         | 南北朝時代の武将                                                             | 1912年（明治45年）2月26日          |                |
| 松平斉典       | 川越藩主                                                                     | 1912年（大正元年）11月19日         |                |
| 柳沢吉保       | 川越藩主、甲府藩主、側用人、老中格、大老格                                   | 1912年（大正元年）11月19日         |                |
| 秋元喬知       | 谷村藩主、川越藩主、老中                                                     | 1912年（大正元年）11月19日         |                |
| 三井高生       | 三井伊皿子家第6代当主。商人三井高俊子孫                                      | 1914年（大正3年）8月12日           |                |
| 池上三郎       | 函館控訴院検事長                                                             | 1914年（大正3年）11月10日          |                |
| 津軽為信       | 弘前藩主                                                                     | 1915年（大正4年）10月24日          |                |
| 津軽寧親       | 弘前藩主                                                                     | 1915年（大正4年）10月24日          |                |
| 浅野幸長       | 甲府藩主、紀州藩主                                                           | 1915年（大正4年）11月10日          |                |
| 阿蘇惟武       | 阿蘇氏当主、南北朝時代の武将                                                 | 1915年（大正4年）11月10日          |                |
| 阿部正弘       | 福山藩主、老中首座                                                           | 1915年（大正4年）11月10日          |                |
| 池田光仲       | 鳥取藩主                                                                     | 1915年（大正4年）11月10日          |                |
| 菊池武房       | 菊池氏10代当主、鎌倉時代の武将                                               | 1915年（大正4年）11月10日          |                |
| 菊池武敏       | 鎌倉時代・南北朝時代の武将                                                   | 1915年（大正4年）11月10日          |                |
| 酒井忠勝       | 深谷藩主、川越藩主、小浜藩主、老中、大老                                     | 1915年（大正4年）11月10日          |                |
| 酒井忠禄       | 小浜藩主、寺社奉行、京都所司代                                               | 1915年（大正4年）11月10日          |                |
| 酒井忠邦       | 姫路藩主                                                                     | 1915年（大正4年）11月10日          |                |
| 島津義久       | 島津氏16代当主、薩摩藩祖                                                     | 1915年（大正4年）11月10日          |                |
| 少弐資能       | 鎌倉時代の武将                                                               | 1915年（大正4年）11月10日          |                |
| 竹崎季長       | 鎌倉時代の武将                                                               | 1915年（大正4年）11月10日          |                |
| 武田晴信       | 武田氏19代当主、戦国大名                                                     | 1915年（大正4年）11月10日          |                |
| 立花宗茂       | 棚倉藩主、柳河藩主                                                           | 1915年（大正4年）11月10日          |                |
| 玉井西阿       | 南北朝時代の武将                                                             | 1915年（大正4年）11月10日          |                |
| 藤堂高虎       | 今治藩主、津藩主                                                             | 1915年（大正4年）11月10日          |                |
| 波多野秀治     | 波多野氏最後の当主、戦国大名                                                 | 1915年（大正4年）11月10日          |                |
| 波多野宗高     | 戦国武将                                                                     | 1915年（大正4年）11月10日          |                |
| 藤原保則       | 平安時代の公卿                                                               | 1915年（大正4年）11月10日          |                |
| 北条氏綱       | 後北条氏2代当主、戦国大名                                                    | 1915年（大正4年）11月10日          |                |
| 堀田正睦       | 佐倉藩主、寺社奉行、大坂城代、老中                                           | 1915年（大正4年）11月10日          |                |
| 前田利幹       | 富山藩主                                                                     | 1915年（大正4年）11月10日          |                |
| 松平信綱       | 忍藩主、川越藩主、老中                                                       | 1915年（大正4年）11月10日          |                |
| 松平治郷       | 松江藩主                                                                     | 1915年（大正4年）11月10日          |                |
| 松浦答         | 鎌倉時代の武将                                                               | 1915年（大正4年）11月10日          |                |
| 秋山好古       | 陸軍大将、教育総監                                                           | 1916年（大正5年）1月31日           | 後に従二位     |
| 有馬豊氏       | 福知山藩主、久留米藩主                                                       | 1916年（大正5年）11月15日          |                |
| 小笠原忠真     | 松本藩主、明石藩主、小倉藩主                                                 | 1916年（大正5年）11月15日          |                |
| 毛利吉元       | 長州藩主                                                                     | 1916年（大正5年）12月28日          |                |
| 毛利斉熙       | 長州藩主                                                                     | 1916年（大正5年）12月28日          |                |
| 島津忠良       | 戦国武将                                                                     | 1917年（大正6年）11月10日          |                |
| 井伊直政       | 高崎藩主、佐和山藩主、彦根藩主                                               | 1917年（大正6年）11月17日          |                |
| 井伊直孝       | 白井藩主、彦根藩主、大老                                                     | 1917年（大正6年）11月17日          |                |
| 井伊直中       | 彦根藩主                                                                     | 1917年（大正6年）11月17日          |                |
| 加藤嘉明       | 伊予松山藩主、会津藩主、水口藩祖                                             | 1917年（大正6年）11月17日          |                |
| 藤堂高兌       | 久居藩主、津藩主                                                             | 1917年（大正6年）11月17日          |                |
| 戸田一西       | 大津藩主、膳所藩主                                                           | 1917年（大正6年）11月17日          |                |
| 前田治脩       | 加賀藩主                                                                     | 1917年（大正6年）11月17日          |                |
| 松平定綱       | 下総山川藩主、下妻藩主、掛川藩主、淀藩主、大垣藩主、桑名藩主                 | 1917年（大正6年）11月17日          |                |
| 大久保忠真     | 小田原藩主、老中                                                             | 1918年（大正7年）11月18日          |                |
| 太田道灌       | 室町時代の武将                                                               | 1918年（大正7年）11月18日          |                |
| 榊原政令       | 高田藩主                                                                     | 1918年（大正7年）11月18日          |                |
| 佐竹義和       | 久保田藩主                                                                   | 1918年（大正7年）11月18日          |                |
| 真田幸弘       | 松代藩主                                                                     | 1918年（大正7年）11月18日          |                |
| 真田幸教       | 松代藩主                                                                     | 1918年（大正7年）11月18日          |                |
| 相馬充胤       | 相馬中村藩主                                                                 | 1918年（大正7年）11月18日          |                |
| 津軽順承       | 黒石藩主、弘前藩主                                                           | 1918年（大正7年）11月18日          |                |
| 南部信光       | 南北朝時代の武将                                                             | 1918年（大正7年）11月18日          |                |
| 南部光行       | 平安時代・鎌倉時代の武将                                                     | 1918年（大正7年）11月18日          |                |
| 牧野貞喜       | 笠間藩主                                                                     | 1918年（大正7年）11月18日          |                |
| 松平容頌       | 会津藩主                                                                     | 1918年（大正7年）11月18日          |                |
| 松平頼升       | 守山藩主                                                                     | 1918年（大正7年）11月18日          |                |
| 溝口直諒       | 新発田藩主                                                                   | 1918年（大正7年）11月18日          |                |
| 森山茂         | 元老院議官・富山県知事・貴族院議員                                           | 1919年（大正8年）2月26日           | [ 1 ]          |
| 青山忠裕       | 篠山藩主、老中                                                               | 1919年（大正8年）11月15日          |                |
| 浅野長直       | 笠間藩主、赤穂藩主                                                           | 1919年（大正8年）11月15日          |                |
| 荷田春満       | 国学者                                                                       | 1919年（大正8年）11月15日          |                |
| 仙石政辰       | 出石藩主                                                                     | 1919年（大正8年）11月15日          |                |
| 蜂須賀至鎮     | 徳島藩主                                                                     | 1919年（大正8年）11月15日          |                |
| 水野勝成       | 福山藩主                                                                     | 1919年（大正8年）11月15日          |                |
| 山内一豊       | 土佐藩主                                                                     | 1919年（大正8年）11月15日          |                |
| 山内忠義       | 土佐藩主                                                                     | 1919年（大正8年）11月15日          |                |
| 脇坂安宅       | 龍野藩主、老中                                                               | 1919年（大正8年）11月15日          |                |
| 島津貴久       | 島津氏15代当主、戦国大名                                                     | 1920年（大正9年）11月18日          |                |
| 伊江朝真       | 琉球王国大名                                                                 | 1921年（大正10年）2月13日          |                |
| 大友義鎮       | 大友氏21代当主、戦国大名                                                     | 1924年（大正13年）2月11日          | （故正四位下） |
| 松平容敬       | 会津藩主                                                                     | 1924年（大正13年）2月11日          | （故正四位下） |
| 松平頼恕       | 高松藩主                                                                     | 1924年（大正13年）2月11日          | （故正四位下） |
| 伊達綱村       | 仙台藩主                                                                     | 1924年（大正13年）2月11日          | （故従四位上） |
| 上杉斉定       | 米沢藩主                                                                     | 1924年（大正13年）2月11日          | （故従四位上） |
| 松平定安       | 松江藩主                                                                     | 1924年（大正13年）2月11日          |                |
| 伊達行朝       | 鎌倉時代・南北朝時代の武将                                                   | 1924年（大正13年）2月11日          | （故従四位下） |
| 戸田氏教       | 大垣藩主                                                                     | 1924年（大正13年）2月11日          | （故従四位下） |
| 黒田光之       | 福岡藩主                                                                     | 1924年（大正13年）2月11日          | （故従四位下） |
| 前田利治       | 大聖寺藩主                                                                   | 1924年（大正13年）2月11日          | （故従四位下） |
| 浅野長晟       | 足守藩主、紀州藩主、広島藩主                                                 | 1924年（大正13年）2月11日          | （故従四位下） |
| 酒井忠徳       | 庄内藩主                                                                     | 1924年（大正13年）2月11日          | （故従四位下） |
| 菊池武澄       | 鎌倉時代・南北朝時代の武将                                                   | 1924年（大正13年）2月11日          | （故従五位下） |
| 松浦鎮信       | 平戸藩主                                                                     | 1924年（大正13年）2月11日          | [ 2 ]          |
| 菊池武吉       | 鎌倉時代・南北朝時代の武将                                                   | 1924年（大正13年）2月11日          | [ 2 ]          |
| 毛利宗広       | 長州藩主                                                                     | 1924年（大正13年）2月11日          | [ 2 ]          |
| 吉川広家       | 岩国領主                                                                     | 1925年（大正14年）9月22日          |                |
| 山崎甚五郎     | 山梨高等工業学校初代校長                                                     | 1927年（昭和2年）6月19日           |                |
| 伊達吉村       | 仙台藩主。伊達氏宗家第21代当主                                               | 1928年（昭和3年）11月10日          | （故従四位上） |
| 榊原忠次       | 横須賀藩主、館林藩主、白河藩主、姫路藩主                                     | 1928年（昭和3年）11月10日          | （故従四位下） |
| 毛利綱広       | 長州藩主                                                                     | 1928年（昭和3年）11月10日          | （故従四位下） |
| 蜂須賀正勝     | 戦国大名                                                                     | 1928年（昭和3年）11月10日          | （故従四位下） |
| 柴田勝家       | 戦国大名                                                                     | 1928年（昭和3年）11月10日          | （故従五位上） |
| 松浦清         | 平戸藩主                                                                     | 1928年（昭和3年）11月10日          | （故従五位下） |
| 溝口直養       | 新発田藩主                                                                   | 1928年（昭和3年）11月10日          | （故従五位下） |
| 菊池武安       | 南北朝時代の武将、菊池武澄の子                                               | 1928年（昭和3年）11月10日          | [ 3 ]          |
| 毛利高政       | 佐伯藩主                                                                     | 1928年（昭和3年）11月10日          | [ 3 ]          |
| 牧野忠精       | 長岡藩主                                                                     | 1930年（昭和5年）7月8日            |                |
| 頼山陽         | 歴史家                                                                       | 1931年（昭和6年）9月23日           |                |
| 平景隆         | 鎌倉時代の武将                                                               | 1931年（昭和6年）10月20日          |                |
| 山崎闇斎       | 儒学者・神道家                                                               | 1932年（昭和7年）10月14日          |                |
| 足助重範       | 鎌倉時代の武将                                                               | 1933年（昭和8年）5月26日           |                |
| 和田英松       | 歴史学者・国文学者・文学博士                                                 | 1933年（昭和8年）10月16日          | [ 4 ]          |
| 中目覚         | 地理学者・言語学者                                                           | 1933年（昭和8年）10月16日          |                |
| 松本高三郎     | 精神病理学者                                                                 | 1933年（昭和8年）10月16日          |                |
| 二条為冬       | 鎌倉時代・南北朝時代の公卿                                                   | 1939年（昭和14年）8月1日           |                |
| 細川忠利       | 小倉藩主、熊本藩主                                                           | 1940年（昭和15年）4月20日          |                |
| 平田篤胤       | 国学者・神道家                                                               | 1943年（昭和18年）8月19日          |                |

### 日本国憲法施行後
原則として没時追賜。役職欄においては著名なもの（国務大臣、会長・社長、顧問など）のみ記載。備考欄には進階した旨および叙勲歴を記載。氏名については官報に記載されているとおりとする。

| 氏名           | 主な役職                                                         | 叙位された年月日          | 備考                                                         |
| -------------- | ---------------------------------------------------------------- | ------------------------- | ------------------------------------------------------------ |
| 安達謙蔵       | 逓信大臣・内務大臣                                               |                           | 勲一等瑞宝章                                                 |
| 丸山鶴吉       | 警視総監・武蔵野美術大学学長                                     |                           | 勲六等単光旭日章                                             |
| 牧野富太郎     | 植物学者                                                         |                           | 文化勲章、日本学士院会員                                     |
| 根道廣吉       | 特別調達庁長官                                                   |                           | 勲二等瑞宝章                                                 |
| 吉川英次       | 小説家（吉川英治）                                               |                           | 文化勲章、勲一等瑞宝章                                       |
| 久保田万太郎   | 小説家、劇作家                                                   |                           | 文化勲章、勲一等瑞宝章、日本藝術院会員                       |
| 三浦義男       | 参議院議員・宮城県知事                                           |                           | 勲二等瑞宝章                                                 |
| 鬼丸勝之       | 参議院議員                                                       |                           | 勲二等瑞宝章                                                 |
| 世耕弘一       | 衆議院議員、経済企画庁長官・近畿大学総長                         |                           | 勲一等瑞宝章                                                 |
| 川嶋孝彦       | 内閣統計局長                                                     |                           | 従四位から進階、勲二等旭日重光章                             |
| 渡邊喜久造     | 国税庁長官・公正取引委員会委員長                                 |                           | 勲二等瑞宝章                                                 |
| 福井盛太       | 検事総長・日本野球機構コミッショナー                             |                           | 勲二等旭日重光章                                             |
| 山田耕筰       | 作曲家、指揮者                                                   |                           | 文化勲章、日本藝術院会員                                     |
| 武藤勝彦       | 国土地理院長                                                     | 1966年（昭和41年）8月16日 | 正五位から進階、勲二等旭日重光章                             |
| 恒藤恭         | 大阪市立大学学長                                                 |                           | 勲二等旭日重光章                                             |
| 宮崎松記       | 国立療養所菊池恵楓園園長                                         |                           | 勲一等瑞宝章                                                 |
| 寺島健         | 海軍中将、鉄道大臣                                               |                           | 勲一等                                                       |
| 武者小路実篤   | 小説家                                                           |                           | 文化勲章、日本藝術院会員                                     |
| 棟方志功       | 版画家                                                           |                           | 文化勲章                                                     |
| 金田一京助     | 言語学者・民俗学者                                               |                           | 文化勲章、勲一等瑞宝章、日本学士院会員                       |
| 花井忠         | 検事総長                                                         |                           | 勲一等瑞宝章                                                 |
| 務台理作       | 哲学者                                                           |                           | 勲二等瑞宝章                                                 |
| 藤井崇治       | 電源開発株式会社総裁                                             |                           | 勲二等旭日重光章                                             |
| 前田廉造       | 日本画家（前田青邨）                                             |                           | 文化勲章、日本藝術院会員                                     |
| 岡潔           | 数学者                                                           |                           | 文化勲章、勲一等瑞宝章                                       |
| 富安謙次       | 逓信官僚、俳人（富安風生）                                       |                           | 勲一等瑞宝章、日本藝術院会員                                 |
| 石田退三       | トヨタ自動車工業会長                                             |                           | 勲一等瑞宝章                                                 |
| 神谷正太郎     | トヨタ自動車販売会長                                             |                           | 勲一等瑞宝章                                                 |
| 小原鐵五郎     | 信金中央金庫会長、全国信用金庫協会会長、城南信用金庫理事長・会長 |                           | 勲一等瑞宝章                                                 |
| 酒井正兵衛     | 経済学者                                                         |                           | 勲二等瑞宝章                                                 |
| 重政誠之       | 衆議院議員、農林大臣                                             |                           | 勲二等旭日重光章                                             |
| 上村健太郎     | 航空幕僚長・日本道路公団総裁                                     |                           | 勲二等旭日重光章                                             |
| 千田正         | 参議院議員、岩手県知事                                           |                           | 勲一等瑞宝章                                                 |
| 小山敬三       | 洋画家                                                           |                           | 文化勲章、文化功労者、紺綬褒章、日本藝術院会員               |
| 波野聖司       | 歌舞伎役者（十七世中村勘三郎）                                   | 1988年（昭和63年）4月16日 | 文化勲章、勲一等瑞宝章、日本藝術院会員                       |
| 伊藤榮樹       | 検事総長                                                         |                           |                                                              |
| 白石古京       | 京都新聞社長、京都放送社長                                       |                           | 勲一等瑞宝章、藍綬褒章                                       |
| 中川一政       | 洋画家                                                           |                           | 文化功労者、文化勲章                                         |
| 宮﨑輝         | 実業家、旭化成社長・会長                                         |                           | 勲一等瑞宝章                                                 |
| 今西錦司       | 生態学者・文化人類学者                                           |                           | 文化勲章、勲一等瑞宝章                                       |
| 小堀憲         | 京都府立大学学長                                                 | 1992年（平成4年）12月8日  | 従六位から進階、勲二等瑞宝章                                 |
| 花井正八       | 日経連副会長、トヨタ自動車工業会長                               |                           | 勲一等瑞宝章                                                 |
| 正示啓次郎     | 衆議院議員、経済企画庁長官                                       |                           |                                                              |
| 福田定一       | 小説家（司馬遼太郎）                                             |                           | 文化勲章、日本藝術院会員                                     |
| 遠藤周作       | 小説家                                                           |                           | 文化勲章、日本藝術院会員                                     |
| 花村仁八郎     | 経団連副会長、日本航空会長                                       |                           | 勲一等瑞宝章                                                 |
| 増田四郎       | 歴史学者                                                         |                           | 文化功労者、文化勲章、勲一等瑞宝章、日本学士院会員           |
| 吉國二郎       | 大蔵事務次官                                                     |                           | 勲一等瑞宝章                                                 |
| 黒澤明         | 映画監督                                                         |                           | 文化功労者、文化勲章                                         |
| 後藤正夫       | 大分大学学長・法務大臣                                           |                           | 勲一等瑞宝章                                                 |
| 松坂佐一       | 名古屋大学総長                                                   |                           | 勲二等旭日重光章                                             |
| 加藤シヅエ     | 衆議院議員・参議院議員                                           |                           | 勲一等瑞宝章                                                 |
| 朝比奈隆       | 指揮者                                                           |                           | 文化功労者、文化勲章、旭日中綬章                             |
| 高梨公之       | 日本大学総長                                                     |                           | 勲一等瑞宝章                                                 |
| 山内一郎       | 参議院議員、郵政大臣                                             |                           |                                                              |
| 丹下健三       | 建築家                                                           |                           | 文化勲章、勲一等瑞宝章                                       |
| 丹羽文雄       | 小説家                                                           |                           | 文化功労者、文化勲章、日本藝術院会員                         |
| 初村滝一郎     | 参議院議員、労働大臣                                             |                           | 勲一等旭日大綬章                                             |
| 虎島和夫       | 衆議院議員、防衛庁長官                                           |                           | 勲一等旭日大綬章                                             |
| 大原一三       | 衆議院議員、農林水産大臣                                         |                           |                                                              |
| 村上正一       | 書道家（村上三島）                                               |                           | 文化勲章                                                     |
| 小山五郎       | 三井銀行社長・会長                                               |                           | 勲一等瑞宝章                                                 |
| 菅野久光       | 参議院副議長                                                     |                           | 勲一等瑞宝章                                                 |
| 瀬島龍三       | 伊藤忠商事会長                                                   |                           | 勲一等瑞宝章                                                 |
| 関本忠弘       | 日本電気会長、経団連議会議長                                     |                           | 勲一等瑞宝章                                                 |
| 牧野隆守       | 衆議院議員、労働大臣                                             |                           | 旭日大綬章                                                   |
| 岡田善雄       | 細胞生物学者                                                     |                           | 文化功労者、文化勲章、勲一等瑞宝章                           |
| 片岡球子       | 画家                                                             |                           | 文化勲章、勲三等瑞宝章、日本藝術院会員                       |
| 杉浦喬也       | 運輸事務次官、国鉄総裁                                           |                           | 勲一等瑞宝章                                                 |
| 浜本万三       | 参議院議員、労働大臣                                             |                           | 勲一等瑞宝章                                                 |
| 前田正男       | 衆議院議員、科学技術庁長官                                       |                           | 勲一等旭日大綬章                                             |
| 青木久重       | 陶芸家（青木龍山）                                               |                           | 文化功労者、文化勲章、日本藝術院会員                         |
| 永野健         | 三菱マテリアル会長、経団連会長                                   |                           | 勲一等瑞宝章                                                 |
| 戸塚洋二       | 物理学者                                                         |                           | 文化功労者、文化勲章                                         |
| 古橋廣之進     | 水泳選手                                                         |                           | 紫綬褒章、文化功労者、文化勲章、旭日重光章                   |
| 伊藤清         | 数学者                                                           |                           | 文化勲章、勲二等瑞宝章、日本学士院会員                       |
| 森繁久彌       | 俳優・歌手                                                       |                           | 紫綬褒章、文化功労者、文化勲章、勲二等瑞宝章                 |
| 林忠四郎       | 京都大学名誉教授                                                 |                           | 文化勲章、勲一等瑞宝章、日本学士院会員                       |
| 岸昌           | 大阪府知事                                                       |                           | 勲一等瑞宝章                                                 |
| 倉田卓次       | 東京高等裁判所部総括判事                                         |                           |                                                              |
| 山口達男       | スペイン王国駐剳特命全権大使                                     |                           |                                                              |
| 服部安司       | 参議院議員・衆議院議員、郵政大臣                                 |                           | 勲一等瑞宝章                                                 |
| 小山一平       | 参議院副議長・上田市長                                           |                           | 勲一等瑞宝章                                                 |
| 大賀典雄       | ソニー社長・会長                                                 |                           | 勲一等瑞宝章                                                 |
| 石川達郎       | 会計検査院事務総長                                               |                           |                                                              |
| 小嶌信勝       | 検察官・広島高等検察庁検事長                                     |                           |                                                              |
| 笹森清         | 日本労働組合総連合会会長                                         |                           | 旭日大綬章                                                   |
| 谷口清太郎     | 名古屋鉄道社長・会長                                             |                           | 正八位から進階                                               |
| 芦田甚之助     | 日本労働組合総連合会会長                                         |                           | 旭日大綬章                                                   |
| 宇佐美忠信     | 元ゼンセン同盟会長                                               |                           | 勲一等瑞宝章                                                 |
| 広木重喜       | 大阪高等裁判所部総括判事                                         |                           |                                                              |
| 成田豊         | 電通会長・同最高顧問                                             |                           | 旭日大綬章                                                   |
| 松本十郎       | 衆議院議員、防衛庁長官                                           |                           | 正七位から進階、勲一等瑞宝章                                 |
| 宮村定男       | 新潟大学名誉教授                                                 |                           | 勲二等瑞宝章                                                 |
| 榮枝清一郎     | 大阪高等裁判所部総括判事                                         |                           | 正八位から進階                                               |
| 沼田武         | 千葉県知事                                                       |                           | 勲一等瑞宝章                                                 |
| 津曲義光       | 航空幕僚長                                                       |                           | 瑞宝重光章                                                   |
| 山本卓眞       | 富士通社長・会長                                                 |                           | 勲一等瑞宝章                                                 |
| 永井紀昭       | 東京地方裁判所所長                                               |                           |                                                              |
| 大慈弥嘉久     | 通商産業事務次官・アラビア石油社長                               |                           | 従六位から進階                                               |
| 村岡二郎       | 東京高等裁判所部総括判事                                         |                           |                                                              |
| 秋山眞三       | 札幌地方検察庁刑事部長                                           |                           |                                                              |
| 福王寺雄一     | 日本画家（福王寺法林）                                           |                           | 文化功労者、文化勲章、勲三等瑞宝章、日本藝術院会員           |
| 青木清治       | 歌舞伎役者（四世中村雀右衛門）                                   |                           | 紫綬褒章、文化功労者、文化勲章、勲三等瑞宝章、日本藝術院会員 |
| 山崎高應       | 富山医科薬科大学学長・同大学名誉教授                             |                           | 勲二等旭日重光章                                             |
| 鷲尾悦也       | 日本労働組合総連合会会長                                         |                           | 旭日大綬章                                                   |
| 楢崎弥之祐     | 衆議院議員、社会民主連合副代表（楢崎弥之助）                     |                           | 正八位から進階、勲一等旭日大綬章                             |
| 山下俊彦       | 松下電器産業社長                                                 |                           | 勲一等瑞宝章                                                 |
| 杉岡正美       | 書家（杉岡華邨）                                                 |                           | 文化功労者、文化勲章、日本藝術院会員                         |
| 高橋正八       | 高松高等検察庁検事長                                             |                           | 正七位から進階                                               |
| 谷口敬一       | 大阪高等裁判所部総括判事                                         |                           |                                                              |
| 森亘           | 東京大学名誉教授                                                 |                           | 文化功労者、文化勲章、日本学士院会員                         |
| 奥村長生       | 東京高等裁判所部総括判事                                         |                           |                                                              |
| 島静一         | 駐イラク大使                                                     |                           | 従六位から進階                                               |
| 小堀爲雄       | 金沢大学名誉教授                                                 |                           |                                                              |
| 酒澤千嘉弘     | 鳥取大学名誉教授                                                 |                           |                                                              |
| 吉田秀和       | 音楽評論家・随筆家                                               |                           | 文化勲章                                                     |
| 松尾道彦       | 運輸事務次官                                                     |                           |                                                              |
| 新藤兼登       | 映画監督（新藤兼人）                                             |                           | 文化勲章                                                     |
| 瀧口吉亮       | 駐チュニジア大使、駐ベネズエラ大使                               |                           | 正八位から進階                                               |
| 山田美津       | 女優（山田五十鈴）                                               |                           | 文化勲章                                                     |
| 松下正治       | 松下電器産業社長                                                 |                           | 勲一等瑞宝章                                                 |
| 青野茂行       | 金沢大学名誉教授                                                 |                           |                                                              |
| 岡本道雄       | 京都大学元総長・同名誉教授                                       |                           | 勲一等旭日大綬章                                             |
| 上山春平       | 京都大学名誉教授                                                 |                           | 正七位から進階、勲二等旭日重光章                             |
| 内海倫         | 人事院総裁・防衛事務次官                                         |                           | 勲一等瑞宝章                                                 |
| 蒲原大輔       | 札幌高等検察庁検事長                                             |                           | 従七位から進階                                               |
| 梁井新一       | 駐大韓民国大使                                                   |                           |                                                              |
| 田原隆         | 衆議院議員、法務大臣                                             |                           |                                                              |
| 細川清         | 名古屋高等裁判所長官                                             |                           | 瑞宝重光綬章                                                 |
| 佐波正一       | 東芝社長・日本経済団体連合会（経団連）副会長                     |                           |                                                              |
| 樋口廣太郎     | アサヒビール会長・社長                                           |                           | 旭日大綬章                                                   |
| 西宮伸一       | 駐中国大使                                                       |                           |                                                              |
| 山本鎮彦       | 警察庁長官                                                       |                           | 正七位から進階                                               |
| 岡村治信       | 東京高等裁判所部総括判事                                         |                           | 従六位から進階                                               |
| 大國昌彦       | 王子製紙会長・社長                                               |                           | 旭日大綬章                                                   |
| 天池清次       | 全日本労働総同盟会長                                             |                           |                                                              |
| 首藤堯         | 自治省（現：総務省）事務次官                                     |                           | 従七位から進階、勲一等瑞宝章                                 |
| 寺尾俊彦       | 浜松医科大学名誉教授                                             |                           |                                                              |
| 村上美津       | 女優（森光子）                                                   |                           | 文化勲章                                                     |
| 武居二郎       |                                                                  |                           | 従七位から進階                                               |
| 中島隆         | 会計検査院長                                                     |                           |                                                              |
| 金森順次郎     | 大阪大学総長・同名誉教授                                         |                           | 瑞宝大綬章                                                   |
| 親崎定雄       | 弁護士                                                           |                           |                                                              |
| 石井道子       | 参議院議員、環境庁長官                                           |                           | 旭日大綬章                                                   |
| 篠原三代平     | 一橋大学名誉教授                                                 |                           | 文化勲章、勲二等瑞宝章                                       |
| 川島廣守       | 内閣官房副長官・プロ野球コミッショナー                           |                           | 正七位から進階                                               |
| 中嶋宏         | 世界保健機関事務局長                                             |                           | 勲一等瑞宝章                                                 |
| 加藤寛         | 慶應義塾大学名誉教授、政府税制調査会会長                         |                           | 勲一等瑞宝章                                                 |
| 尭天義久       | 神戸大学学長・同名誉教授                                         |                           |                                                              |
| 佐藤剛男       | 衆議院議員、法務副大臣                                           |                           | 旭日大綬章                                                   |
| 中嶋嶺雄       | 東京外国語大学学長・国際教養大学学長                             |                           |                                                              |
| 竹村壽         | 広島高等裁判所裁判官                                             |                           |                                                              |
| 山田中正       | 駐インド兼ブータン大使、国連国際法委員会委員                     |                           |                                                              |
| 前田勝之助     | 東レ会長                                                         |                           | 勲一等瑞宝章                                                 |
| 下條進一郎     | 参議院議員、厚生大臣                                             |                           | 従七位から進階、勲一等瑞宝章                                 |
| 中川臣朗       | 大阪高裁部総括判事                                               |                           |                                                              |
| 黒田瑞夫       | 国連大使                                                         |                           |                                                              |
| 五十嵐広三     | 旭川市長、建設大臣、内閣官房長官                                 |                           | 勲一等瑞宝章                                                 |
| 近藤耕三       | 四国電力社長・会長、四国経済連合会会長                           |                           | 旭日大綬章                                                   |
| 北川石松       | 環境庁長官                                                       |                           | 勲一等瑞宝章                                                 |
| 川井健         | 一橋大学学長・同名誉教授                                         |                           | 瑞宝重光章                                                   |
| 茂山七五三     | 狂言師（四世茂山千作）                                           |                           | 文化功労者、文化勲章、勲四等旭日小綬章、日本藝術院会員       |
| 安西邦夫       | 東京ガス社長・会長、日本ガス協会会長                             |                           | 旭日大綬章                                                   |
| 諸橋晋六       | 三菱商事社長・会長                                               |                           | 勲一等瑞宝章                                                 |
| 松尾官平       | 参議院副議長                                                     |                           | 勲一等瑞宝章                                                 |
| 奈良靖彦       | 駐シンガポール、カナダ特命全権大使                               |                           | 正七位から進階                                               |
| 中島衛         | 衆議院議員、科学技術庁長官                                       |                           | 旭日大綬章                                                   |
| 田代和         | 近畿日本鉄道社長                                                 |                           | 旭日大綬章                                                   |
| 高橋久子       | 最高裁判所判事                                                   |                           | 勲一等瑞宝章                                                 |
| 下稲葉耕吉     | 警視総監、参議院議員、法務大臣                                   |                           | 勲一等瑞宝章                                                 |
| 榊米一郎       | 名古屋大学名誉教授、日本学術会議会員                             |                           | 勲二等旭日重光章                                             |
| 中江要介       | 外交官、駐ユーゴスラビア、中華人民共和国特命全権大使             |                           |                                                              |
| 上田章         | 衆議院法制局長                                                   |                           | 勲二等旭日重光章                                             |
| 森下元晴       | 衆議院議員、厚生大臣                                             |                           | 従七位から進階                                               |
| 藤村正哉       | 三菱マテリアル社長                                               |                           |                                                              |
| 井口洋夫       | 東京大学名誉教授                                                 |                           | 文化功労者、文化勲章、日本学士院会員                         |
| 都甲岳洋       | 駐ロシア連邦大使                                                 |                           | 瑞宝重光章                                                   |
| 橋本恕         | 駐中華人民共和国大使                                             |                           |                                                              |
| 石川要三       | 衆議院議員、防衛庁長官                                           |                           | 勲一等瑞宝章                                                 |
| 佐久間一       | 海上幕僚長、統合幕僚会議議長                                     |                           | 瑞宝重光章                                                   |
| 小山恒夫       | 信州大学名誉教授                                                 |                           |                                                              |
| 久米豊         | 日産自動車社長、日本自動車工業会会長                             |                           | 勲一等瑞宝章                                                 |
| 宇澤弘文       | 東京大学名誉教授                                                 |                           | 文化勲章                                                     |
| 大西正文       | 大阪ガス社長、日本ガス協会会長                                   |                           | 勲一等瑞宝章                                                 |
| 岡崎久彦       | 外交官                                                           |                           | 瑞宝重光章                                                   |
| 鎌倉節         | 宮内庁長官                                                       |                           | 勲一等瑞宝章                                                 |
| 貝原俊民       | 兵庫県知事                                                       |                           | 旭日大綬章                                                   |
| 丸山定巳       | 熊本大学名誉教授                                                 |                           | 瑞宝中綬章                                                   |
| 市川多惠子     | 小説家（河野多恵子）                                             |                           | 文化勲章、日本藝術院会員                                     |
| 河上和雄       | 東京地方検察庁特捜部長                                           |                           | 勲二等瑞宝章                                                 |
| 中川清         | 落語家（3代目桂米朝）                                            |                           | 文化勲章                                                     |
| 吉野文六       | 駐西独大使                                                       |                           | 勲一等瑞宝章                                                 |
| 江尻宏一郎     | 三井物産社長                                                     |                           | 勲一等瑞宝章                                                 |
| 田邊誠         | 衆議院議員、日本社会党委員長                                     |                           | 勲一等旭日大綬章                                             |
| 大木浩         | 衆議院議員・参議院議員、環境大臣                                 |                           |                                                              |
| 荒木誠之       | 労働法学者、九州大学名誉教授                                     |                           |                                                              |
| 谷川寛三       | 参議院議員・衆議院議員、科学技術庁長官                           |                           | 勲一等瑞宝章                                                 |
| 田村三郎       | 農芸化学者、東京大学名誉教授                                     |                           | 文化功労者、文化勲章、勲二等瑞宝章、日本学士院会員           |
| 米倉功         | 伊藤忠商事社長                                                   |                           | 勲一等瑞宝章                                                 |
| 佐藤茂雄       | 京阪電気鉄道社長、大阪商工会議所会頭                             |                           | 旭日大綬章                                                   |
| 早石修         | 生化学者、京都大学名誉教授                                       |                           | 文化勲章、勲一等瑞宝章、日本学士院会員 正七位から進階        |
| 君塚栄治       | 陸上自衛官、陸上幕僚長                                           |                           | 瑞宝重光章                                                   |
| 竹山晴夫       | 物理学者、広島大学名誉教授                                       |                           | 従七位から進階                                               |
| 辰野千壽       | 教育心理学者、上越教育大学名誉教授                               |                           | 勲三等旭日中綬章                                             |
| 室伏稔         | 伊藤忠商事社長                                                   |                           | 旭日大綬章                                                   |
| 山岸章         | 労働運動家、日本労働組合総連合会会長                             |                           | 勲一等瑞宝章                                                 |
| 高桑栄松       | 参議院議員、北海道大学名誉教授                                   |                           | 勲一等瑞宝章                                                 |
| 蜷川幸雄       | 俳優、演出家                                                     |                           | 文化勲章                                                     |
| 中澤一雄       | 工学者、岩手大学名誉教授                                         |                           |                                                              |
| 松尾敏男       | 日本画家                                                         |                           | 文化勲章、勲三等瑞宝章、日本藝術院会員                       |
| 粟屋敏信       | 衆議院議員、建設事務次官                                         |                           | 旭日重光章                                                   |
| 小坂憲次       | 参議院議員・衆議院議員、文部科学大臣                             |                           | 旭日大綬章                                                   |
| 森下洋一       | 松下電器産業（現：パナソニック）社長                             |                           | 旭日大綬章                                                   |
| 岡田節人       | 京都大学名誉教授                                                 |                           | 文化勲章                                                     |
| 福田博郎       | 作曲家（船村徹）                                                 | 2017年（平成29年）2月16日 | 旭日中綬章、文化勲章                                         |
| 高木郁太       | 書家（高木聖鶴）                                                 |                           | 勲四等旭日小綬章、文化勲章                                   |
| 日野原重明     | 医師、聖路加国際病院名誉院長                                     |                           | 文化勲章、勲二等瑞宝章                                       |
| 池間誠         | 経済学者、一橋大学名誉教授                                       |                           | 瑞宝中綬章                                                   |
| 木村太郎       | 衆議院議員、内閣総理大臣補佐官                                   |                           | 旭日大綬章                                                   |
| 上原康助       | 衆議院議員、沖縄開発庁長官                                       |                           | 勲一等旭日大綬章                                             |
| 清水司         | 工学者、早稲田大学総長                                           |                           | 勲一等瑞宝章                                                 |
| 豊田達郎       | 元トヨタ自動車社長                                               |                           | 勲一等瑞宝章                                                 |
| 石坂公成       | 免疫学者、ラホイヤ・アレルギー免疫研究所名誉所長                 |                           | 文化勲章、勲一等瑞宝章、日本学士院会員                       |
| 太田次郎       | 生物学者、お茶の水大学学長                                       |                           | 勲二等瑞宝章                                                 |
| 松本龍         | 衆議院議員、復興大臣                                             |                           | 旭日大綬章                                                   |
| 仙谷由人       | 衆議院議員、内閣官房長官、法務大臣                               |                           | 旭日大綬章                                                   |
| 下村脩         | 生物学者、ボストン大学名誉教授                                   |                           | 文化勲章                                                     |
| 坂本剛二       | 衆議院議員、経済産業副大臣                                       |                           | 旭日大綬章                                                   |
| 園田博之       | 衆議院議員、内閣官房副長官                                       |                           | 旭日大綬章                                                   |
| 仲村正治       | 衆議院議員、内閣府副大臣                                         |                           | 旭日大綬章                                                   |
| 向山光昭       | 有機化学者、東京大学名誉教授                                     |                           | 文化功労者、文化勲章、日本学士院会員                         |
| 青山丘         | 衆議院議員、文部科学副大臣                                       |                           | 旭日大綬章                                                   |
| 井下田孝一     | 総理府事務官、宮内庁長官官房参事官                               | 2004年（平成16年）8月15日 | 勲二等瑞宝章                                                 |
| 梅原猛         | 哲学者、国際日本文化研究センター名誉教授                         |                           | 文化勲章                                                     |
| 池口小太郎     | 作家（堺屋太一）、経済企画庁長官                                 |                           | 旭日大綬章                                                   |
| キーンドナルド | 日本文学者・文芸評論家（ドナルド・キーン）                       |                           | 文化勲章、勲二等旭日重光章                                   |
| 鈴木正裕       | 民事訴訟法学者、神戸大学学長                                     |                           | 瑞宝重光章                                                   |
| 永井衛         | 農学者、静岡大学学長                                             |                           |                                                              |

### 令和期
原則として没時追賜。役職欄においては著名なもの（国務大臣、会長・社長、顧問など）のみ記載。備考欄には進階した旨および叙勲歴を記載。氏名については官報に記載されているとおりとする。

| 氏名       | 主な役職 | 叙された年月日            | 備考                                           |
| ---------- | --- | ------------------------- | ---------------------------------------------- |
| 中西香爾   | 化学者、名古屋大学特別教授、コロンビア大学名誉教授                                                                |                           | 文化勲章                                       |
| 江口吾朗   | 生物学者、熊本大学学長・名誉教授                                                                                  |                           |                                                |
| 中村儀郎   | 化学者、岩手大学名誉教授                                                                                          |                           |                                                |
| 北川泉     | 経済学者、島根大学学長、名誉教授                                                                                  |                           |                                                |
| 田邉聖子   | 作家（田辺聖子）                                                                                                  |                           | 紫綬褒章、文化勲章                             |
| 蕪山巖     | 東京高等裁判所判事                                                                                                |                           | 勲二等瑞宝章                                   |
| 藤田公郎   | 国際協力事業団総裁                                                                                                |                           |                                                |
| 鳥居泰彦   | 経済学者、慶應義塾長、文部科学省中央教育審議会会長                                                                |                           | 瑞宝大綬章                                     |
| 天野之弥   | 国際原子力機関事務局長                                                                                            |                           | 瑞宝大綬章                                     |
| 高須司登   | 中国電力代表取締役社長、中国経済連合会会長                                                                        |                           | 旭日大綬章                                     |
| 三上隆三   | 経済学者、和歌山大学名誉教授                                                                                      |                           | 瑞宝中綬章                                     |
| 蓑田速夫   | 福岡地方裁判所所長、広島地方裁判所所長                                                                            |                           | 勲二等瑞宝章                                   |
| 石坂誠一   | 人事官 |                           | 勲一等瑞宝章                                   |
| 渡辺恵一   | 東京高等検察庁検事長                                                                                              |                           | 瑞宝重光章                                     |
| 山本博     | 四国電力社長、四国経済連合会会長                                                                                  |                           | 勲一等瑞宝章                                   |
| 吉田博美   | 参議院議員、国土交通大臣政務官、自由民主党参議院幹事長                                                            |                           | 旭日大綬章                                     |
| 大野宗     | 横浜地方検察庁検事正                                                                                              |                           | 瑞宝重光章                                     |
| 緒方貞子   | 国際連合難民高等弁務官                                                                                            |                           | 文化功労者、文化勲章                           |
| 白川勝彦   | 衆議院議員、自治大臣・国家公安委員長                                                                              |                           | 旭日大綬章                                     |
| 日比幹夫   | 大分地方裁判所長                                                                                                  |                           | 瑞宝重光章                                     |
| 中野三敏   | 九州大学名誉教授                                                                                                  |                           | 文化勲章、瑞宝重光章                           |
| 圓山慶二   | 甲府地方検察庁検事正                                                                                              |                           | 瑞宝中綬章                                     |
| 石川良孝   | 駐クウェート大使、トロント総領事                                                                                  |                           | 従七位から進階                                 |
| 速水融     | 経済学者、国際日本文化研究センター名誉教授                                                                        |                           | 文化勲章、勲二等旭日重光章、日本学士院会員     |
| 望月義夫   | 衆議院議員、環境大臣                                                                                              |                           | 旭日大綬章                                     |
| 遠藤武彦   | 衆議院議員、農林水産大臣                                                                                          |                           | 旭日大綬章                                     |
| 北村汎     | 駐英国大使、カナダ大使、日本ユネスコ国内委員会委員                                                                | 2020年（令和2年）1月28日  | 勲二等旭日重光章                               |
| 大和勇美   | 大阪高等裁判所部総括判事、仙台地方裁判所長、盛岡地方裁判所長兼盛岡家庭裁判所長                                    | 2020年（令和2年）2月9日   | 正八位から進階、勲二等瑞宝章                   |
| 坂村貞雄   | 農学者、北海道大学名誉教授、帯広畜産大学学長、同名誉教授                                                          | 2020年（令和2年）3月5日   | 勲二等瑞宝章                                   |
| 渡邉文雄   | 栃木県知事、農林水産事務次官                                                                                      | 2020年（令和2年）3月7日   | 勲一等瑞宝章                                   |
| 篠宮力     | 最高検察庁検事・関東地方更生保護委員会委員長                                                                      | 2020年（令和2年）3月10日  |                                                |
| 土持敏裕   | 京都地方検察庁・福岡地方検察庁・岡山地方検察庁・大分地方検察庁検事正                                              | 2020年（令和2年）3月19日  | 瑞宝重光章                                     |
| 江見準     | 工学者、金沢大学名誉教授                                                                                          | 2020年（令和2年）4月6日   | 瑞宝中綬章                                     |
| 長倉三郎   | 化学者、東京大学名誉教授、日本学士院長、総合研究大学院大学学長                                                    | 2020年（令和2年）4月16日  | 正七位から進階、勲一等瑞宝章、文化勲章         |
| 松田昌士   | 東日本旅客鉄道社長、全日本アマチュア野球連盟会長                                                                  | 2020年（令和2年）5月19日  | 旭日大綬章                                     |
| 庄山悦彦   | 日立製作所社長、日本経済団体連合会副会長                                                                          | 2020年（令和2年）6月5日   | 旭日大綬章                                     |
| 柳健一     | 駐パキスタン・オーストラリア・大韓民国大使                                                                        | 2020年（令和2年）6月9日   | 勲二等旭日重光章                               |
| 森田章     | 物理学者、東北大学名誉教授                                                                                        | 2020年（令和2年）7月29日  |                                                |
| 木村崇之   | 欧州連合日本政府代表部・駐ヨルダン大使、日本ユネスコ国内委員会委員                                                | 2020年（令和2年）8月17日  | 瑞宝中綬章                                     |
| 水上寛治   | 最高検察庁検事、浦和地方検察庁・前橋地方検察庁・函館地方検察庁検事正                                              | 2020年（令和2年）8月28日  |                                                |
| 佐藤忠義   | 四国電力社長、四国経済連合会会長                                                                                  | 2020年（令和2年）9月5日   | 正七位から進階                                 |
| 杉村隆     | 国立がんセンター名誉総長、東邦大学名誉学長、日本学士院長                                                          | 2020年（令和2年）9月6日   | 勲一等瑞宝章、文化勲章                         |
| 福富昌昭   | 大阪高等裁判所部総括判事、札幌地方裁判所長                                                                        | 2020年（令和2年）9月12日  | 瑞宝重光章                                     |
| 林宏太郎   | 歌舞伎役者（四世坂田藤十郎）                                                                                      | 2020年（令和2年）11月12日 | 文化勲章、紫綬褒章、日本藝術院会員             |
| 當別當季正 | 福岡高等検察庁検事長、高松高等検察庁検事長                                                                        | 2020年（令和2年）11月13日 | 勲二等旭日重光章                               |
| 槇原稔     | 三菱商事社長 | 2020年（令和2年）12月13日 | 旭日大綬章                                     |
| 渡文明     | 新日本石油社長、石油連盟会長                                                                                      | 2020年（令和2年）12月24日 | 旭日大綬章                                     |
| 羽田雄一郎 | 参議院議員、国土交通大臣                                                                                          | 2020年（令和2年）12月27日 | 旭日大綬章                                     |
| 川上哲郎   | 関西経済連合会会長、住友電気工業社長                                                                              | 2021年（令和3年）1月9日   | 勲一等瑞宝章、藍綬褒章                         |
| 中村清     | 会計検査院長 | 2021年（令和3年）1月22日  | 勲一等瑞宝章                                   |
| 浦野烋興   | 衆議院議員、科学技術庁長官                                                                                        | 2021年（令和3年）1月25日  | 旭日重光章                                     |
| 村山盛一   | 農学者、琉球大学副学長、同名誉教授                                                                                | 2021年（令和3年）2月9日   | 瑞宝中綬章                                     |
| 岩下肇     | 最高検察庁検事、仙台地方検察庁・福島地方検察庁・高知地方検察庁検事正                                              | 2021年（令和3年）3月1日   | 勲二等瑞宝章                                   |
| 小野清子   | 参議院議員、国家公安委員会委員長、体操選手                                                                        | 2021年（令和3年）3月13日  | 旭日大綬章                                     |
| 北條舒正   | 高分子化学者、信州大学長、同名誉教授、長野県短期大学長                                                            | 2021年（令和3年）3月13日  | 勲二等旭日重光章                               |
| 鬼塚誠     | 衆議院事務総長 | 2021年（令和3年）3月20日  | 瑞宝重光章                                     |
| 莊子邦雄   | 法学者、東北大学名誉教授、札幌学院大学学長、同名誉教授                                                            | 2021年（令和3年）3月25日  | 正八位から進階、紫綬褒章                       |
| 赤﨑勇     | 物理学者、名城大学特別栄誉終身教授、名古屋大学名誉教授                                                            | 2021年（令和3年）4月1日   | 文化勲章、勲三等旭日中綬章、紫綬褒章           |
| 笹本忠男   | 名古屋高等裁判所部総括判事、名古屋家庭裁判所長、鳥取地方裁判所長兼鳥取家庭裁判所長                                | 2021年（令和3年）4月2日   | 瑞宝重光章                                     |
| 岩崎壽賀子 | 脚本家（橋田壽賀子）                                                                                              | 2021年（令和3年）4月4日   | 文化勲章、勲三等瑞宝章、紫綬褒章               |
| 木村敬三   | 駐ドイツ・東ドイツ・イラク大使                                                                                    | 2021年（令和3年）4月27日  | 勲二等旭日重光章                               |
| 永易克典   | 三菱東京UFJ銀行会長、頭取                                                                                         | 2021年（令和3年）5月3日   | 旭日大綬章                                     |
| 廣石正雄   | 最高検察庁検事、広島地方検察庁・岡山地方検察庁・福島地方検察庁検事正                                              | 2021年（令和3年）5月19日  | 勲二等瑞宝章                                   |
| 山崎力     | 参議院議員、総務副大臣                                                                                            | 2021年（令和3年）6月2日   | 旭日重光章                                     |
| 谷津義男   | 衆議院議員、農林水産大臣                                                                                          | 2021年（令和3年）6月3日   | 旭日大綬章                                     |
| 根岸英一   | 化学者、パデュー大学名誉特別教授                                                                                  | 2021年（令和3年）6月6日   | 文化勲章                                       |
| 清水仁     | 東京急行電鉄社長                                                                                                  | 2021年（令和3年）6月16日  | 旭日大綬章、藍綬褒章                           |
| 堀江一夫   | 東京高等裁判所部総括判事、東京家庭裁判所長、神戸家庭裁判所長                                                      | 2021年（令和3年）6月27日  | 正八位から進階、勲二等瑞宝章                   |
| 志賀節     | 衆議院議員、環境庁長官                                                                                            | 2021年（令和3年）7月5日   | 勲一等瑞宝章                                   |
| 西垣昭     | 大蔵事務次官、海外経済協力基金総裁                                                                                | 2021年（令和3年）7月13日  | 瑞宝大綬章                                     |
| 黒川武     | 日本労働組合総評議会議長                                                                                          | 2021年（令和3年）7月28日  | 勲一等瑞宝章                                   |
| 津田賛平   | 京都地方検察庁検事正                                                                                              | 2021年（令和3年）8月22日  | 瑞宝重光章                                     |
| 井関英男   | 皇太后宮大夫 | 2021年（令和3年）8月27日  | 瑞宝重光章                                     |
| 竹下亘     | 衆議院議員、復興大臣                                                                                              | 2021年（令和3年）9月17日  | 旭日大綬章                                     |
| 福田阿佐美 | 舞踊家（牧阿佐美）                                                                                                | 2021年（令和3年）10月20日 | 文化勲章                                       |
| 瀬戸内寂聴 | 作家、天台宗権大僧正                                                                                              | 2021年（令和3年）11月9日  | 文化勲章                                       |
| 松田岩夫   | 衆議院議員、参議院議員、科学技術担当大臣                                                                          | 2022年（令和4年）2月3日   | 旭日大綬章                                     |
| 三浦亮     | 秋田大学学長、同名誉教授                                                                                          | 2022年（令和4年）2月27日  | 瑞宝重光章                                     |
| 豊島久真男 | 医学者、東京大学・大阪大学名誉教授                                                                                | 2022年（令和4年）3月9日   | 文化勲章、日本学士院会員                       |
| 高久史麿   | 医師、自治医科大学学長、日本医学会会長                                                                            | 2022年（令和4年）3月24日  | 瑞宝大綬章、紫綬褒章                           |
| 緒方信一郎 | 国立国会図書館長、衆議院事務総長、日本道路公団総裁                                                                | 2022年（令和4年）3月28日  | 瑞宝大綬章                                     |
| 重政好弘   | 鳥取大学名誉教授                                                                                                  | 2022年（令和4年）4月2日   | 瑞宝中綬章                                     |
| 古屋昭彦   | 外交官、駐南アフリカ大使                                                                                          | 2022年（令和4年）4月23日  | 瑞宝中綬章                                     |
| 後藤一男   | 仙台家庭裁判所長、青森地方裁判所長兼青森家庭裁判所長、 釧路地方裁判所長兼釧路家庭裁判所長、仙台高等裁判所事務局長 | 2022年（令和4年）5月12日  | 勲二等瑞宝章                                   |
| 熊﨑勝彦   | プロ野球コミッショナー、最高検察庁公安部長、東京地方検察庁特別捜査部長                                            | 2022年（令和4年）5月13日  | 瑞宝重光章                                     |
| 田沼武能   | 写真家 | 2022年（令和4年）6月1日   | 文化勲章、勲三等瑞宝章、紫綬褒章               |
| 中井憲治   | 法務総合研究所長、東京地方検察庁特別捜査部長                                                                      | 2022年（令和4年）7月3日   | 瑞宝重光章                                     |
| 齋藤邦彦   | 駐米国大使、外務事務次官                                                                                          | 2022年（令和4年）7月4日   | 瑞宝大綬章                                     |
| 小田章     | 経営学者、和歌山大学長・同名誉教授                                                                                | 2022年（令和4年）7月19日  | 瑞宝中綬章                                     |
| 塚田千裕   | 駐ブラジル・コロンビア大使、迎賓館長                                                                              | 2022年（令和4年）8月3日   | 瑞宝重光章                                     |
| 森英惠     | ファッションデザイナー                                                                                            | 2022年（令和4年）8月11日  | 文化勲章、紫綬褒章                             |
| 平松一朗   | 京浜急行電鉄社長                                                                                                  | 2022年（令和4年）8月15日  | 旭日大綬章                                     |
| 領木新一郎 | 大阪ガス社長、大阪工業会会長                                                                                      | 2022年（令和4年）8月21日  | 勲一等瑞宝章、藍綬褒章                         |
| 中山善房   | 東京高等裁判所部総括判事、千葉地方裁判所長                                                                        | 2022年（令和4年）8月22日  | 勲二等瑞宝章                                   |
| 金子宏     | 法学者、東京大学名誉教授                                                                                          | 2022年（令和4年）8月23日  | 文化勲章                                       |
| 武村正義   | 衆議院議員、大蔵大臣、内閣官房長官、滋賀県知事、滋賀県八日市市長                                                  | 2022年（令和4年）9月28日  | 旭日大綬章                                     |
| 中根猛     | 駐ドイツ大使、在ウィーン国際機関日本政府代表部大使                                                                | 2022年（令和4年）10月12日 | 瑞宝中綬章                                     |
| 小宮隆太郎 | 経済学者、東京大学・青山学院大学名誉教授                                                                          | 2022年（令和4年）10月31日 | 文化功労者、文化勲章、日本学士院会員           |
| 中村邦夫   | 松下電器産業社長、日本経済団体連合会副会長                                                                        | 2022年（令和4年）11月28日 | 旭日大綬章                                     |
| 西原春夫   | 法学者、早稲田大学総長・名誉教授                                                                                  | 2023年（令和5年）1月26日  | 瑞宝大綬章                                     |
| 花岡圭三   | 自治官僚、自治省事務次官                                                                                          | 2023年（令和5年）2月14日  | 勲一等瑞宝章                                   |
| 今井政之   | 陶芸家 | 2023年（令和5年）3月6日   | 文化勲章、旭日中綬章、紺綬褒章、日本藝術院会員 |
| 溝手顕正   | 参議院議員、国家公安委員会委員長、広島県三原市長                                                                  | 2023年（令和5年）4月14日  | 旭日大綬章                                     |
| 椎名武雄   | 日本アイ・ビー・エム会長、経済同友会終身幹事                                                                      | 2023年（令和5年）4月19日  | 勲一等瑞宝章、藍綬褒章                         |
| 北村誠吾   | 衆議院議員、内閣府特命担当大臣（地方創生担当）                                                                    | 2023年（令和5年）5月20日  | 旭日大綬章                                     |
| 児島仁     | 日本電信電話（NTT）社長                                                                                           | 2023年（令和5年）5月31日  | 旭日大綬章                                     |
| 平岩弓枝   | 小説家、脚本家 | 2023年（令和5年）6月9日   | 文化勲章、紫綬褒章                             |
| 青木幹雄   | 参議院議員、内閣官房長官                                                                                          | 2023年（令和5年）6月11日  | 旭日大綬章                                     |
| 羽佐間重彰 | 産業経済新聞社社長、フジサンケイグループ代表者                                                                    | 2023年（令和5年）6月19日  | 旭日大綬章、藍綬褒章                           |
| 河内悠紀   | 検察官（大阪高等検察庁検事長）、弁護士                                                                            | 2023年（令和5年）6月21日  | 瑞宝重光章                                     |
| 野見山曉治 | 洋画家、東京藝術大学名誉教授                                                                                      | 2023年（令和5年）6月22日  | 文化勲章                                       |
| 大野功統   | 衆議院議員、防衛庁長官                                                                                            | 2023年（令和5年）7月16日  | 旭日大綬章                                     |
| 畑英次郎   | 衆議院議員、通商産業大臣、農林水産大臣                                                                            | 2023年（令和5年）8月4日   | 勲一等瑞宝章                                   |
| 大島宏彦   | 中日新聞社社長 | 2023年（令和5年）9月19日  | 旭日大綬章                                     |
| 大樋陶冶斎 | 陶芸家 | 2023年（令和5年）10月17日 | 文化勲章                                       |
| 別府輝彦   | 東京大学名誉教授                                                                                                  | 2023年（令和5年）11月10日 | 文化勲章、瑞宝重光章、紫綬褒章、日本学士院会員 |
| 若林正俊   | 衆議院議員、参議院議員、農林水産大臣、環境大臣                                                                    | 2023年（令和5年）12月5日  | 旭日大綬章                                     |
| 木村仁     | 参議院議員 | 2023年（令和5年）12月8日  | 旭日重光章                                     |
| 生田正治   | 商船三井社長、日本郵政公社初代総裁                                                                                | 2023年（令和5年）12月12日 | 旭日大綬章                                     |
| 室井邦彦   | 参議院議員、衆議院議員                                                                                            | 2024年（令和6年）1月3日   | 旭日重光章                                     |
| 池田元久   | ジャーナリスト、衆議院議員                                                                                        | 2024年（令和6年）1月22日  | 旭日重光章                                     |
| 沓掛哲男   | 参議院議員、衆議院議員、内閣府特命担当大臣（防災担当）                                                            | 2024年（令和6年）1月30日  | 旭日大綬章                                     |
| 赤松良子   | 文部大臣、駐ウルグアイ大使                                                                                        | 2024年（令和6年）2月6日   | 旭日大綬章                                     |
| 北原保雄   | 国語学者・言語学者、筑波大学長                                                                                    | 2024年（令和6年）2月22日  | 瑞宝重光章                                     |
| 角田義一   | 参議院副議長 | 2024年（令和6年）2月23日  | 旭日大綬章                                     |
| 五百籏頭眞 | 防衛大学校長 | 2024年（令和6年）3月6日   | 瑞宝大綬章                                     |
| 平林鴻三   | 鳥取県知事、郵政大臣                                                                                              | 2024年（令和6年）3月28日  | 旭日大綬章                                     |
| 奥島孝康   | 法学者、早稲田大学総長・名誉教授、白鷗大学学長、日本高等学校野球連盟会長                                          | 2024年（令和6年）5月1日   | 瑞宝大綬章                                     |
| 愛知和男   | 防衛庁長官、環境庁長官                                                                                            | 2024年（令和6年）5月3日   | 旭日大綬章                                     |
| 宮原秀夫   | 計算機科学者、大阪大学総長                                                                                        | 2024年（令和6年）7月12日  | 瑞宝大綬章                                     |
| 渡邉秀央   | 参議院議員、衆議院議員、郵政大臣                                                                                  | 2024年（令和6年）7月31日  | 旭日大綬章                                     |
| 山田圭藏   | 北陸電力会長、北陸経済連合会会長                                                                                  | 2024年（令和6年）8月11日  | 旭日大綬章、藍綬褒章                           |
| 上冨敏伸   | 大阪高等検察庁検事長、仙台高等検察庁検事長                                                                        | 2024年（令和6年）8月13日  | 瑞宝重光章                                     |
| 溝口善兵衛 | 島根県知事、財務官                                                                                                | 2024年（令和6年）8月20日  | 旭日重光章                                     |
| 松前達郎   | 参議院議員、東海大学総長                                                                                          | 2024年（令和6年）9月8日   | 勲一等瑞宝章                                   |
| 山藤馨     | 電子工学者、九州大学名誉教授、有明工業高等専門学校長                                                              | 2024年（令和6年）10月5日  | 瑞宝中綬章                                     |
| 高階秀爾   | 美術評論家、東京大学名誉教授、日本芸術院長                                                                        | 2024年（令和6年）10月17日 | 文化勲章、紫綬褒章、日本芸術院会員             |
| 井口武夫   | 駐ニュージーランド大使、尚美学園大学名誉教授                                                                      | 2024年（令和6年）10月31日 | 勲二等瑞宝章                                   |
| 上村淳     | 日本画家（上村淳之）、京都市立芸術大学名誉教授                                                                    | 2024年（令和6年）11月1日  | 文化勲章、旭日中綬章、紺綬褒章、日本芸術院会員 |
| 森英明     | 東京高等裁判所部総括判事、札幌地方裁判所長                                                                        | 2024年（令和6年）11月1日  | 瑞宝重光章                                     |
| 木谷明     | 東京高等裁判所部総括判事、水戸地方裁判所長                                                                        | 2024年（令和6年）11月21日 | 瑞宝重光章                                     |
| 太田誠一   | 農林水産大臣、総務庁長官                                                                                          | 2024年（令和6年）12月4日  | 旭日大綬章                                     |
| 川田順造   | 文化人類学者、東京外国語大学・広島市立大学名誉教授                                                                | 2024年（令和6年）12月20日 | 文化勲章、瑞宝重光章、紫綬褒章                 |
| 中西績介   | 総務庁長官、社会民主党副党首                                                                                      | 2025年（令和7年）1月24日  | 旭日大綬章                                     |
| 安部彪     | 会計検査院事務総長、国民生活金融公庫副総裁                                                                        | 2025年（令和7年）2月1日   | 瑞宝重光章                                     |
| 瀬在幸安   | 医学者、日本大学総長                                                                                              | 2025年（令和7年）2月15日  | 瑞宝大綬章                                     |
| 麻生渡     | 政治家、特許庁長官、福岡県知事                                                                                    | 2025年（令和7年）3月15日  | 旭日大綬章                                     |
| 加藤延夫   | 細菌学者、名古屋大学総長、愛知医科大学学長                                                                        | 2025年（令和7年）5月7日   | 瑞宝大綬章                                     |
| 長島茂雄   | プロ野球選手、野球指導者（長嶋茂雄）                                                                              | 2025年（令和7年）6月3日   | 文化勲章、国民栄誉賞                           |